# 100 mètres féminin aux Jeux olympiques d'été de 1968 (athlétisme)
Navigation
Tokyo 1964 Munich 1972
L'épreuve du 100 mètres féminin aux Jeux olympiques de 1968 s'est déroulée les 14 et 15 octobre 1968 au Stade olympique universitaire de Mexico, au Mexique.  Elle est remportée par l'Américaine Wyomia Tyus qui établit le premier record du monde du 100 m au chronométrage électronique, en 11 s 08.

## Faits marquants
40 concurrentes représentant 22 nations participent à l'épreuve.
Les temps enregistrés reflètent l'avantage procuré par l'altitude du site. Ainsi, dès les séries, la tenante du titre, l'Américaine Wyomia Tyus, égale son record olympique de 11 s 2 (11 s 21 électrique), de même que ses compatriotes Margaret Bailes (11 s 30) et Barbara Ferrell (11 s 28).
En quarts de finale, cette dernière établit un nouveau record olympique en 11 s 1, ce qui égale le record du monde. La Polonaise Irena Szewinska, médaillée d'argent en 1964, fait de même, et Tyus réussit même 11 s 0 mais la course bénéficie d'un vent trop favorable (+2,8 m/s).
Le lendemain, les demi-finales sont remportées par Tyus et Szewinska en 11 s 3. En finale, après deux faux départs provoqués par Ferrell et Tyus, celle-ci prend rapidement la tête pour ne plus être rejointe, et termine devant Ferrell et Szewinska qui remonte sur la fin l'Australienne Raelene Boyle.
En remportant la finale, Tyus devient la première athlète tous sexes confondus à conserver son titre olympique sur le 100 mètres. Elle établit un nouveau record du monde en 11 s 0. Lorsque les records du monde du 100 m seront ratifiés au centième de seconde près, ce sera aussi le premier record du monde au chronométrage électrique (11 s 08).

## Résultats

### Finale
| Rang               | Athlète          | Pays           | Temps   | Notes |
| ------------------ | ---------------- | -------------- | ------- | ----- |
| Médaille d'or      | Wyomia Tyus      | États-Unis     | 11 s 08 | WR    |
| Médaille d'argent  | Barbara Ferrell  | États-Unis     | 11 s 15 |       |
| Médaille de bronze | Irena Szewinska  | Pologne        | 11 s 19 |       |
| 4                  | Raelene Boyle    | Australie      | 11 s 20 | WJR   |
| 5                  | Margaret Bailes  | États-Unis     | 11 s 37 |       |
| 6                  | Dianne Burge     | Australie      | 11 s 44 |       |
| 7                  | Chi Cheng        | Taipei chinois | 11 s 53 |       |
| 8                  | Miguelina Cobian | Cuba           | 11 s 61 |       |

### Demi-finales
Les quatre premières de chaque demi-finale se qualifient pour la finale.

#### Série 1
| Rang | Athlète             | Pays             | Temps   | Note |
| ---- | ------------------- | ---------------- | ------- | ---- |
| 1    | Irena Szewińska     | Pologne          | 11 s 30 | Q    |
| 2    | Barbara Ferrell     | États-Unis       | 11 s 37 | Q    |
| 3    | Dianne Burge        | Australie        | 11 s 46 | Q    |
| 4    | Chi Cheng           | Taipei chinois   | 11 s 49 | Q    |
| 5    | Fulgencia Romay     | Cuba             | 11 s 52 |      |
| 6    | Irene Piotrowski    | Canada           | 11 s 55 |      |
| 7    | Della James-Pascoe  | Grande-Bretagne  | 11 s 68 |      |
| 8    | Lyudmila Golomazova | Union soviétique | 11 s 71 |      |

#### Série 2
| Rang | Athlète              | Pays             | Temps   | Note |
| ---- | -------------------- | ---------------- | ------- | ---- |
| 1    | Wyomia Tyus          | États-Unis       | 11 s 35 | Q    |
| 2    | Raelene Boyle        | Australie        | 11 s 41 | Q    |
| 3    | Margaret Bailes      | États-Unis       | 11 s 53 | Q    |
| 4    | Miguelina Cobián     | Cuba             | 11 s 63 | Q    |
| 5    | Lyudmila Samotyosova | Union soviétique | 11 s 67 |      |
| 6    | Eva Glesková         | Tchécoslovaquie  | 11 s 80 |      |
| 7    | Wilma van den Berg   | Pays-Bas         | 11 s 81 |      |
| 8    | Val Peat             | Grande-Bretagne  | 11 s 81 |      |

### Quarts de finale
Les quatre premières de chaque quart de finale passent en demi-finales.

#### 1erquart de finale
| Rang | Athlète            | Pays                 | Temps   | Note  |
| ---- | ------------------ | -------------------- | ------- | ----- |
| 1    | Barbara Ferrell    | États-Unis           | 11 s 12 | Q, OR |
| 2    | Eva Glesková       | Tchécoslovaquie      | 11 s 29 | Q     |
| 3    | Della James-Pascoe | Grande-Bretagne      | 11 s 36 | Q     |
| 4    | Miguelina Cobián   | Cuba                 | 11 s 41 | Q     |
| 5    | Lyudmila Maslakova | Union soviétique     | 11 s 43 |       |
| 6    | Pam Kilborn        | Australie            | 11 s 50 |       |
| 7    | Truus Hennipman    | Pays-Bas             | 11 s 59 |       |
| 8    | Karin Frisch       | Allemagne de l'Ouest | 11 s 70 |       |

#### 2equart de finale
| Rang | Athlète             | Pays             | Temps       | Note |
| ---- | ------------------- | ---------------- | ----------- | ---- |
| 1    | Wyomia Tyus         | États-Unis       | 11 s 08 (w) | Q    |
| 2    | Chi Cheng           | Taipei chinois   | 11 s 31     | Q    |
| 3    | Wilma van den Berg  | Pays-Bas         | 11 s 45     | Q    |
| 4    | Lyudmila Golomazova | Union soviétique | 11 s 54     | Q    |
| 5    | Marijana Lubej      | Yougoslavie      | 11 s 61     |      |
| 6    | Anita Neil          | Grande-Bretagne  | 11 s 61     |      |
| 7    | Debbie Miller       | Canada           | 11 s 64     |      |

#### 3equart de finale
| Rang | Athlète              | Pays                 | Temps   | Note |
| ---- | -------------------- | -------------------- | ------- | ---- |
| 1    | Raelene Boyle        | Australie            | 11 s 29 | Q    |
| 2    | Margaret Bailes      | États-Unis           | 11 s 34 | Q    |
| 3    | Val Peat             | Grande-Bretagne      | 11 s 39 | Q    |
| 4    | Lyudmila Samotyosova | Union soviétique     | 11 s 45 | Q    |
| 5    | Violeta Quesada      | Cuba                 | 11 s 65 |      |
| 6    | Renate Meyer         | Allemagne de l'Ouest | 11 s 67 |      |
| 7    | Oyeronke Akindele    | Nigeria              | 11 s 75 |      |

#### 4equart de finale
| Rang | Athlète          | Pays      | Temps   | Note   |
| ---- | ---------------- | --------- | ------- | ------ |
| 1    | Irena Szewińska  | Pologne   | 11 s 20 | Q, =OR |
| 2    | Dianne Burge     | Australie | 11 s 33 | Q      |
| 3    | Irene Piotrowski | Canada    | 11 s 41 | Q      |
| 4    | Fulgencia Romay  | Cuba      | 11 s 47 | Q      |
| 5    | Gabrielle Meyer  | France    | 11 s 69 |        |
| 6    | Györgyi Balogh   | Hongrie   | 11 s 78 |        |

### Séries
Les cinq premières de chaque série se qualifient pour les quarts de finale.

#### Série
| Rang | Athlète          | Pays            | Temps   | Note   |
| ---- | ---------------- | --------------- | ------- | ------ |
| 1    | Wyomia Tyus      | États-Unis      | 11 s 21 | Q, =OR |
| 2    | Val Peat         | Grande-Bretagne | 11 s 52 | Q      |
| 3    | Violeta Quesada  | Cuba            | 11 s 67 | Q      |
| 4    | Marijana Lubej   | Yougoslavie     | 11 s 68 | Q      |
| 5    | Debbie Miller    | Canada          | 11 s 71 | Q      |
| 6    | Sylviane Telliez | France          | 12 s 10 |        |
| 7    | Esperanza Girón  | Mexique         | 12 s 30 |        |

#### Série 2
| Rang | Athlète          | Pays       | Temps   | Note   |
| ---- | ---------------- | ---------- | ------- | ------ |
| 1    | Margaret Bailes  | États-Unis | 11 s 30 | Q, =OR |
| 2    | Irene Piotrowski | Canada     | 11 s 40 | Q      |
| 3    | Miguelina Cobián | Cuba       | 11 s 48 | Q      |
| 4    | Pam Kilborn      | Australie  | 11 s 62 | Q      |
| 5    | Gabrielle Meyer  | France     | 11 s 65 | Q      |
| 6    | Alicia Kaufmanas | Argentine  | 11 s 90 |        |
| 7    | Carmen Smith     | Jamaïque   | 11 s 94 |        |

#### Série 3
| Rang | Athlète              | Pays             | Temps   | Note |
| ---- | -------------------- | ---------------- | ------- | ---- |
| 1    | Dianne Burge         | Australie        | 11 s 53 | Q    |
| 2    | Fulgencia Romay      | Cuba             | 11 s 53 | Q    |
| 3    | Lyudmila Samotyosova | Union soviétique | 11 s 57 | Q    |
| 4    | Anita Neil           | Grande-Bretagne  | 11 s 70 | Q    |
| 5    | Oyeronke Akindele    | Nigeria          | 11 s 70 | Q    |
| 6    | Vilma Charlton       | Jamaïque         | 11 s 71 |      |
| 7    | Ulla-Brit Wieslander | Suède            | 11 s 86 |      |

#### Série 4
| Rang | Athlète            | Pays                 | Temps   | Note |
| ---- | ------------------ | -------------------- | ------- | ---- |
| 1    | Irena Szewińska    | Pologne              | 11 s 32 | Q    |
| 2    | Raelene Boyle      | Australie            | 11 s 44 | Q    |
| 3    | Chi Cheng          | Taipei chinois       | 11 s 45 | Q    |
| 4    | Della James-Pascoe | Grande-Bretagne      | 11 s 78 | Q    |
| 5    | Karin Frisch       | Allemagne de l'Ouest | 11 s 95 | Q    |
| 6    | Mária Kiss         | Hongrie              | 12 s 10 |      |
| 7    | Lydia Stephens     | Kenya                | DNF     |      |

#### Série 5
| Rang | Athlète             | Pays                 | Temps   | Note |
| ---- | ------------------- | -------------------- | ------- | ---- |
| 1    | Eva Glesková        | Tchécoslovaquie      | 11 s 62 | Q    |
| 2    | Renate Meyer        | Allemagne de l'Ouest | 11 s 71 | Q    |
| 3    | Lyudmila Golomazova | Union soviétique     | 11 s 74 | Q    |
| 4    | Truus Hennipman     | Pays-Bas             | 11 s 76 | Q    |
| 5    | Stephanie Berto     | Canada               | 11 s 81 | Q    |
| 6    | Margit Nemesházi    | Hongrie              | 12 s 00 |      |
| 7    | Josefa Vincent      | Uruguay              | 12 s 53 |      |

#### Série 6
| Rang | Athlète            | Pays                 | Temps   | Note   |
| ---- | ------------------ | -------------------- | ------- | ------ |
| 1    | Barbara Ferrell    | États-Unis           | 11 s 28 | Q, =OR |
| 2    | Lyudmila Maslakova | Union soviétique     | 11 s 54 | Q      |
| 3    | Wilma van den Berg | Pays-Bas             | 11 s 60 | Q      |
| 4    | Olajumoke Bodunrin | Nigeria              | 11 s 71 | Q      |
| 5    | Györgyi Balogh     | Hongrie              | 11 s 80 | Q      |
| 6    | Halina Górecka     | Allemagne de l'Ouest | 11 s 88 |        |
| 7    | Cecilia Sosa       | Salvador             | 13 s 76 |        |

## Légende
Records et Performances
- AR : Record continental (area record)
- CR : Record des championnats (championship record)
- MR : Record du meeting (meet record)
- NR : Record national (national record)
- OR : Record olympique (olympic record)
- PR : Record paralympique (paralympic record)
- PB : Record personnel (personal best)
- SB : Meilleure performance personnelle de la saison (season's best)
- WL : Meilleure performance mondiale de l'année (world leader)
- WJR : Record du monde junior (world junior record)
- WR : Record du monde (world record)

Circonstances et Conditions
- DNF : N'a pas terminé (did not finish)
- DNS : N'a pas pris le départ (did not start)
- DQ : Disqualification (disqualification)
- NM : Aucun essai valable enregistré (No Mark)
- Q : Qualifié « directement » au prochain tour (ou à la prochaine compétition), lors d'une compétition majeure, grâce au classement ou à la réalisation des minima (automatic qualifier)
- q : Qualifié au prochain tour (ou à la prochaine compétition), lors d'une compétition majeure, grâce au repêchage ou à la réalisation de l'une des meilleures performances parmi celles des « non qualifiés directement » (grâce au meilleur temps ou à la meilleure distance par exemple) (secondary qualifier)